# Retrato de boda de Isaac Massa y Beatrix van der Laen
Retrato de boda de Isaac Massa y Beatrix van der Laen es un cuadro del pintor neerlandés Frans Hals. Está realizado al óleo sobre lienzo. Es un retrato de una pareja con motivo de su matrimonio, que mide 140 cm de alto y 166,5 cm de ancho. Fue pintado hacia el año 1622. Se expone en el Rijksmuseum de Ámsterdam (Países Bajos).
Se trata de un retrato de Hals, en el que se representa a dos jóvenes casados, en concreto Isaac Abrahamsz Massa (1586-1643) y Beatrix van der Laen (1592-1639), que se casaron en Haarlem el 25 de abril de 1622. Están retratados en un paisaje, de manera relajada, lo que marca diferencia con otros retratos formales de la época barroca.